# 古賀龍一
古賀 龍一（こが りゅういち、1892年（明治25年）3月22日 - 1977年（昭和52年）8月8日）は、大日本帝国陸軍軍人。最終階級は陸軍少将。

## 経歴
1892年（明治25年）に佐賀県で生まれた。陸軍士官学校第27期卒業。1939年（昭和14年）6月に独立守備歩兵第29大隊長に就任し、1940年（昭和15年）3月9日に陸軍歩兵大佐に進級した。8月1日に歩兵第86連隊長（第13軍・第22師団・第22歩兵団）に転じ、日中戦争に出動して杭州周辺の守備に任じた。1943年（昭和18年）8月には朝鮮軍教育隊長に就任した。
1945年（昭和20年）3月1日に陸軍少将に進級し、3月9日に第3独立警備隊司令官（北支那方面軍）に就任し、北京で終戦を迎えた。
1947年（昭和22年）11月28日、公職追放仮指定を受けた。